# گروه اسکندریلا
گروه اسکندریلا در سال ۱۳۷۹ توسط حازم شاهین با هدف احیای سرودهای شیخ امام و سید درویش تشکیل شد. در سال ۲۰۰۵، پس از دو سال وقفه، گروه بازگشت خود را با اعضای جدید اعلام کرد. این گروه هویت خود را در انقلاب ۲۰۱۱ مصر پیدا کرد. ترانه‌های آنها از شاعران فؤاد حداد و صلاح جاهین و همچنین پسر و نوه فؤاد حداد، امین و احمد حداد الهام گرفته شده‌است. امین و پسرش در مورد تغییرات مصر معاصر می‌نویسند، مضامینی که بر آلبوم جدید گروه غالب است. اعضای گروه شامل فرزندان و نوه‌های این دو شاعر هستند.

## انقلاب ۲۰۱۱
اعضای گروه در میان معترضان میدان تحریر بودند و در میان توده‌هایی که در میدان تجمع کرده بودند آهنگ‌های جدیدی دربارهٔ انقلاب ساختند و اجرا کردند. آنها همچنین به‌طور گسترده‌ای در سراسر مصر سفر کرده‌اند و آهنگ‌هایی مانند ما بازمی‌گردیم(به مصری جدید: راگعین) و فصلی جدید(به مصری جدید: صفحة گديدة)) را اجرا کرده‌اند. در اوایل انقلاب، اجرایی با عنوان «داستان یک انقلاب(به عربی: حکایة ثورة)» تهیه کردند که ابیات احمد حداد را در مورد انقلاب جدید رامی خواندند. موسیقی این گروه مراحل مختلف انقلاب را مستند کرده‌است. ترانه‌های آن‌ها به توضیح می‌دهد واقعیت‌های سیاسی-اجتماعی که مردم با آن روبه‌رو هستند می‌پردازد.